# 嶺南園林

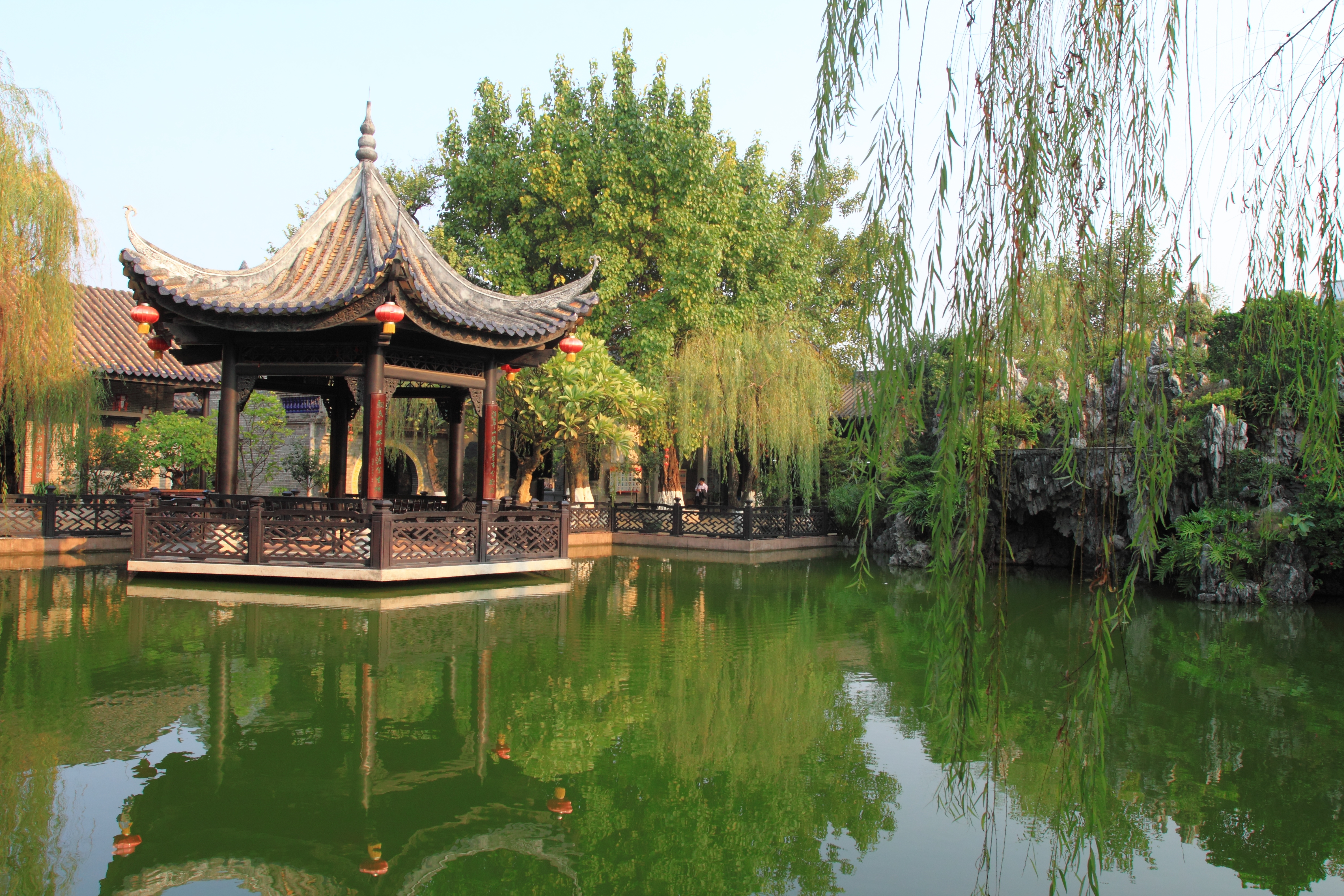
餘蔭山房的水池；和江南園林不同，岭南园林不用自然水池形状。園林建筑规模较小

嶺南園林，亦稱粵式園林，是廣東、廣西地區獨具一格的園林設計，和江南園林、四川園林等並列為中國園林的主要風格之一。现存的岭南四大园林分别为顺德清晖园、佛山梁园、番禺余荫山房和东莞可园。其他著名的园林包括潮州莼园，潮阳三园林最具代表性的西园，以及澄海西塘、澳门卢家花园、惠来的大庚园，番禺沙湾的宝墨园，开平立园，中山詹园等。
嶺南園林是嶺南獨具一格的園林設計。傳統上讲，嶺南地區山水优美而又臨海，向北有五嶺阻挡，環境和北方地区不同，所以發展出独特的本土风格。嶺南地區湿热多雨，所以广府人建造園林时多數會用庭院式佈局，用建築物將庭園圍住，保护花草免于风吹雨打，而且还可以用这些植物遮阳降温。地理特徵亦令嶺南園林在規模上面比較小，又不像中原的园林受皇家典章规制（「山高皇帝遠」），而會使用木棉樹这类有本土特色的植物，及用许多木雕和陶瓷这些民間工藝品作裝飾，如廣州20世紀初的寶墨園。而因为规模小，少有山土，所以會「以石為山」，用石頭做假山，例如餘蔭山房就使用这種手法。總體来講，这些特徵令嶺南風格的園林比較貼近大眾，更显樸素。
此外，嶺南園林在许多方面見得到西歐文化的影響。在理水方面，嶺南園林不像江南園林用自然池形的水面，更多是几何图案。如餘蔭山房由兩個規則形狀的水池並列做水庭，環繞八角亭的水渠兩邊用園徑和花圃散點山石，还有荔枝和大樹菠蘿这些有嶺南特色的植物。在裝飾方面，嶺南園林中可以見到如拱形門窗、歐陸式柱頭，或者有色玻璃这些欧洲风格的飾物。